# Accuracy International AWM
Accuracy International AWM (Arctic Warfare Magnum или AI-Arctic Warfare Magnum) је британска снајперска пушка произвођача „Accuracy International”.
Производи се у калибрима .338 Lapua и .300 Winchester Magnum, те се као високопрецизно снајперско оружје нашла у наоружању бројних специјалних, војних и полицијских јединица широм света.
Функционише као пушка репетирка са обртночепним затварачем, што јој обезбеђује високу прецизност и поузданост у свим климатским условима. Каплар Крег Харисон је са њом 2009. оборио светски рекорд по даљини поготка, када је у Авганистану ликвидирао мету на удаљености од 2.475m. Овај рекорд је држао све до маја 2017. када га је превазишао канадски снајпер у Ираку.

## Галерија
- Везија G22 калибра .300 win mag немачког Бундесвера
- Немачки G22 спреда
- Британски маринци са својом L115A1
- Холандски снајпер у Авганистану
- Британски војник у средини са L115A3
- Немачки снајпер у Авганистану са G22

## Земље кориснице
- Уједињено Краљевство
- Немачка
- Јерменија
- Бангладеш
- Чешка
- Египат
- Француска
- Грузија
- Индонезија
- Ирска
- Израел
- Шпанија
- Италија
- Малезија
- Холандија
- Норвешка
- Пољска
- Русија
- Сједињене Државе
- Малта
- Филипини
- Сингапур
- Република Кореја

## Снајпери исте категорије
- Сако ТРГ
- ОРСИС Т-5000
- PGM 338
- СВ-98
- Застава М07
- Пушка Бор
- KNT-308